# Осмол

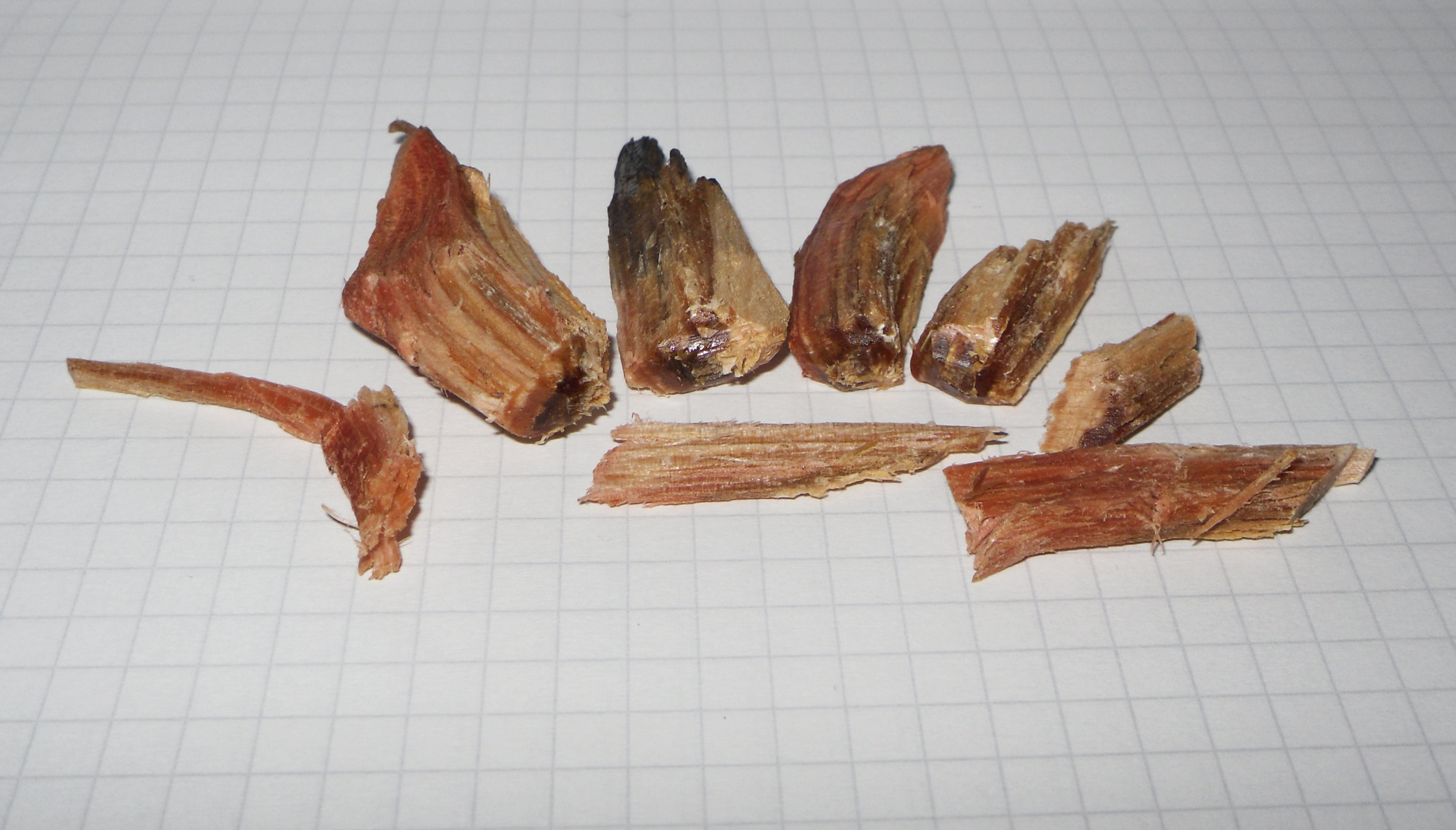
Шматки осмолу

Осмо́л або смоля́к, рідко лучни́ця — насичена смолою деревина хвойних порід, що є сировиною для виробництва скипидару, каніфолі.

## Походження
Просмолення деревини відбувається завдяки відмиранню живих клітин смоляних ходів і спостерігається при ядроутворенні та пораненні смолоносної системи. Живиця витікає з відмерлих або порушених смоляних ходів, заповнює трахеїди і міжклітинники та просочує стінки клітин. Під час відмирання деревини живиця повільно рухається до серцевини дерева і з часом насичує її. Внаслідок випаровування летких трепенів живиця згущується і перетворюється в смолу. Після смола твердне, а малосмолиста заболонь відпадає внаслідок гниття.

## Різновиди осмолу
Залежно від місту каніфолі (вказано в перерахунку на осмол 20 % вологості) розрізняють: жирний — понад 21 % каніфолі, середній — 16-20 %, худий — 13-15 %.
Залежно від місця знаходження та способу просмолення деревини розрізняють такі види осмолу:
- Стовбуровий осмол — штучно просмолена стовбурова деревина шляхом завдання живому дереву спеціальних поранень у процесі осмолопідсочки. Смолистість такої деревини знаходиться в межах від 8 до 12 %.

- Карровий осмол — просмолена деревина у зоні карр. Смолистість його сягає 40 %. З одного колоди можна отримати каровий осмол у розмірі 1-6 % від його об'єму.

- Вітровальний осмол — комлева частина вітровалу, бурелому, що тривалий час пролежав на землі, внаслідок чого починається процес гниття і залишається більш смолиста ядерна частина із вмістом смолистих речовин 8–15 %.

- Осмол із сухостію — заготовляється при рубках головного користування з комлевих частин сухостою та верхівкової частини стволів, уражених смоляним раком. Його смолистість 30 %.

- Пневий осмол — ядрова частина зрілого пенька і коренів хвойних порід, що використовується для отримання смолистих речовин (їхній вміст — до 20 %).[10]

## Використання
Історично осмол цінувався як сировина для виготовлення соснової лучини, котра, ймовірно, була найпоширенішим засобом освітлення в Центральній і Північній Європі аж до 19 століття.
Використовувався як сировина для смолокуріння.

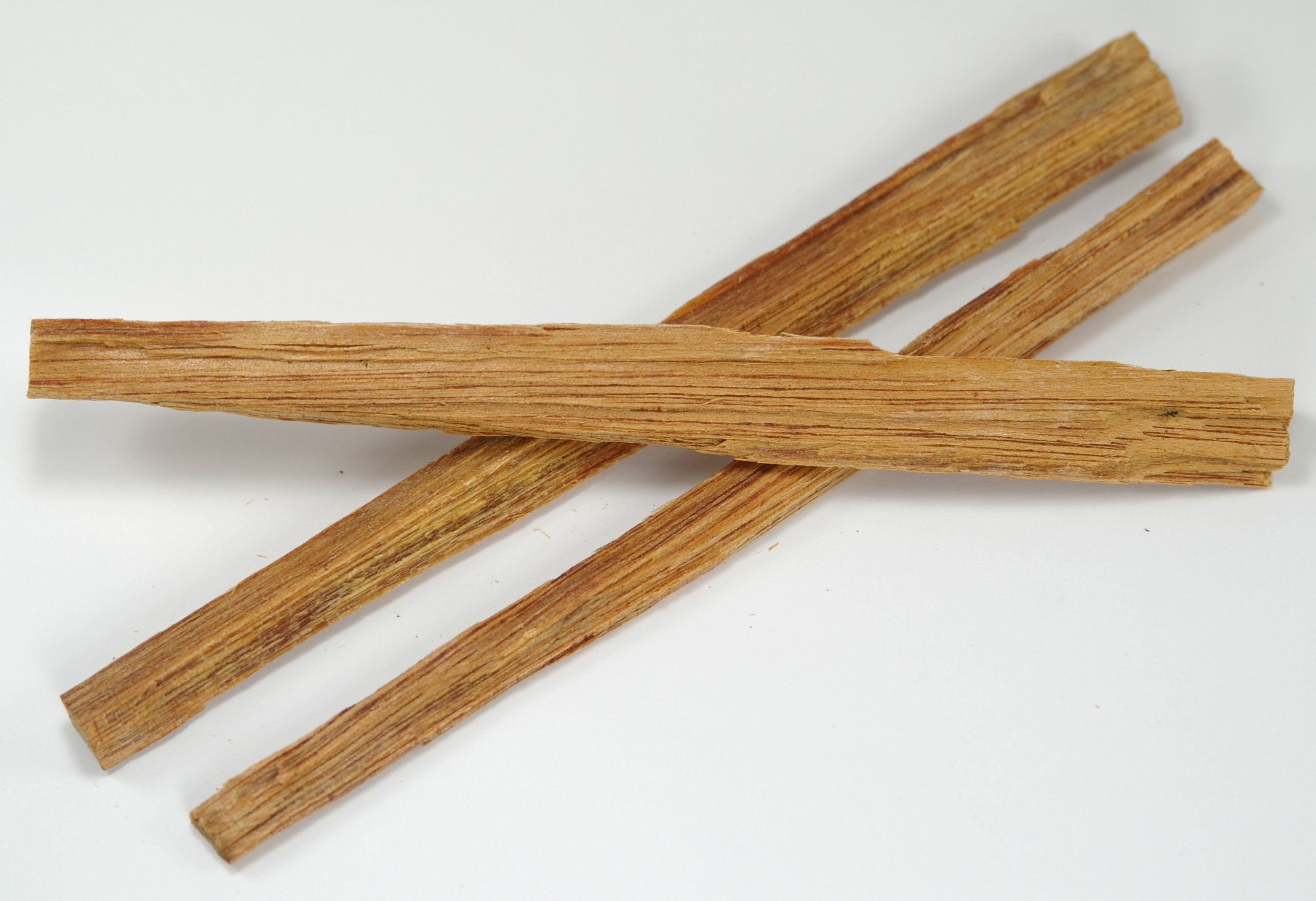
Осмолові палички для розпалювання вогню

### Бушкрафт
Осмол вважається одним із найкращих матеріалів для виготовлення трута, він водонепроникний, стійкий до гниття, надзвичайно легкозаймистий, придатний для тривалого зберігання і є в достатку в зонах проростання хвойних порід. Найпростіше добути осмол з поваленої сосни в місцях, де гілки з'єднуються зі стовбуром. Також його можна знайти в корінні, трухлявому пеньку чи в серцевині стовбура. Відрізнити осмол можна по темному, багряному кольору деревини й специфічному аромату смоли. Після відділення осмолу від гнилої деревини краще розрізати осмол на 10 см палички з яких потім можна отримувати стружку.
Великі шматки також можна використовувати як факел для освітлення.

### Промислове викристання
Осмол слугує сировиною в лісохімічній галузі для виробництва скипидару, каніфолі, деревної смоляної олії.
В лісохімічній галузі використовуються пеньки, що залишаються після суцільних рубок, протягом 10-15 років вміст смол в пеньках зростає 25-30 %.
Пневий осмол заготовляють шляхом корчування спеціальними тракторами або вибуховим способом, обробляють на шматки, після чого направляють для переробки на каніфольно-екстракційні заводи. Процес переробки осмолу зводиться до його подрібнення на рубальній машині до розмірів тріски 3 — 30 мм (вздовж волокна), подальшої екстракції смолистих речовин та виділення скипидару та каніфолі з екстракту. Екстракція, як правило, проводиться прямою перегонкою з використанням бензину.